# ارمنستان در مسابقه آواز یوروویژن ۲۰۱۸

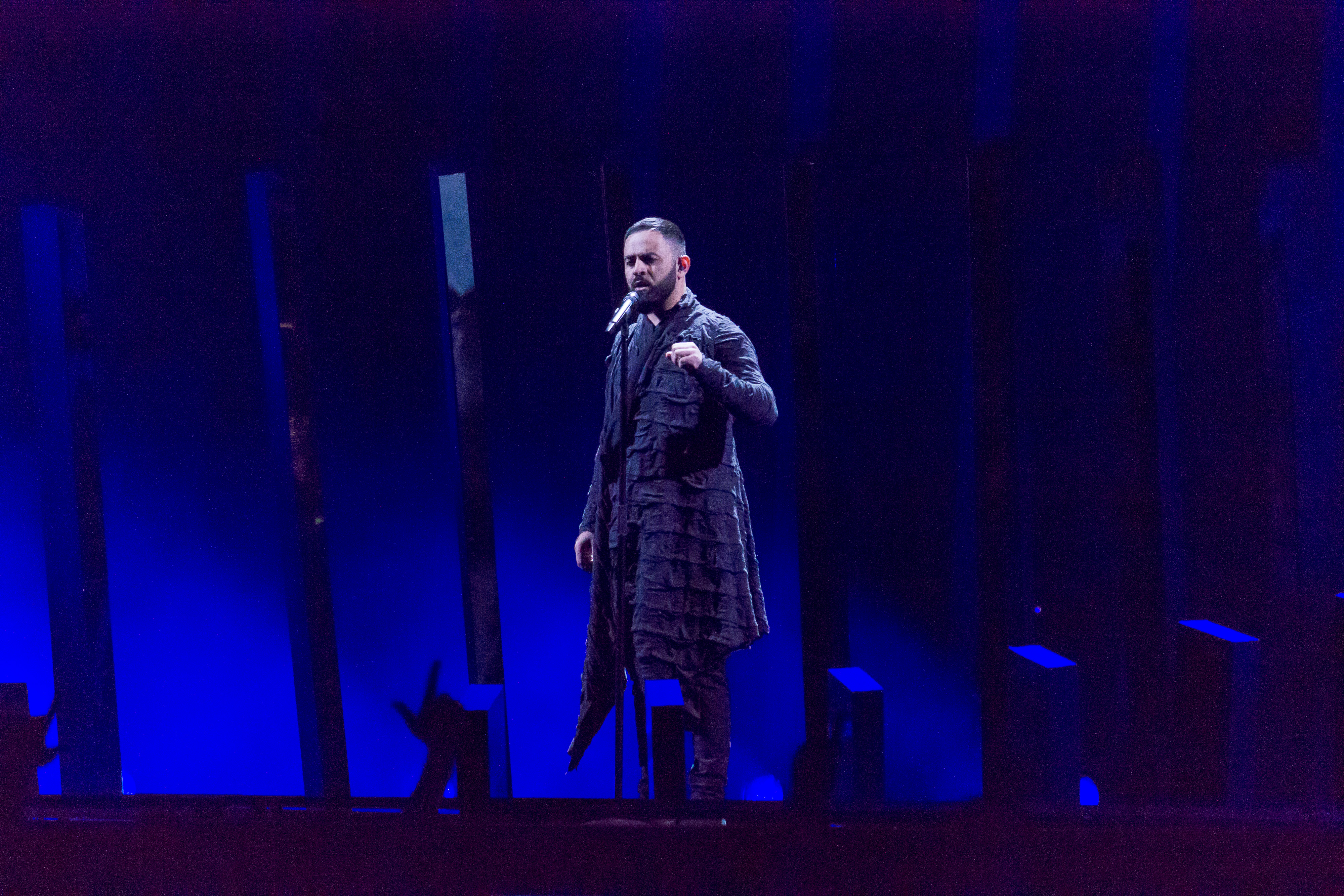
تصویری از خواننده ارمنستانی

ارمنستان در مسابقه آواز یوروویژن ۲۰۱۸ (انگلیسی: Armenia in the Eurovision Song Contest 2018) که در لیسبون، پرتغال برگزار شد، با ترانه "Qami" شرکت کرد. این ترانه توسط سواک خانگیان (Sevak Khanagyan)، آنا دانیلیان (Anna Danielyan) و ویکتوریا مالویان (Viktorya Maloyan) نوشته شده بود و توسط خود سواک خانگیان اجرا شد.
نماینده ارمنستان برای این مسابقه از طریق فینال ملی Depi Evratesil 2018 انتخاب شد. این رقابت که توسط شبکه تلویزیونی عمومی ارمنستان (AMPTV) برگزار گردید، شامل سه بخش بود: دو نیمه‌نهایی و یک فینال. در هر نیمه‌نهایی، ده اثر به رقابت پرداختند و پنج اثر برتر از هر نیمه‌نهایی به مرحله فینال راه یافتند. فینال در تاریخ ۲۵ فوریه ۲۰۱۸ برگزار شد و در نهایت، ترانه "Qami" با اجرای احساسی و قدرتمند سواک خاناغیان برنده شد.
ترانه "Qami" که در زبان ارمنی به معنای "باد" است، دارای فضایی شاعرانه و احساسی بود و به موضوعاتی چون عشق، تنهایی، و امید می‌پرداخت. اجرای سواک خانگیان بر روی صحنه با طراحی ساده اما تأثیرگذار و تکیه بر صدای قدرتمند و تکنیک خوانندگی او همراه بود.
با وجود اجرای قوی و محتوای عاطفی ترانه، ارمنستان در این دوره نتوانست به مرحله نهایی صعود کند. این نتیجه برای بسیاری از طرفداران یوروویژن و ارمنستان ناامیدکننده بود، زیرا "Qami" و سواک خانگیان به‌عنوان یکی از شانس‌های موفقیت در این رقابت شناخته می‌شدند.
با این حال، حضور سواک خانگیان در یوروویژن نشان‌دهنده توانایی‌های هنری ارمنستان و تعهد این کشور به ارائه آثاری باکیفیت و هنری بود که هویت ملی را در یک صحنه بین‌المللی به نمایش می‌گذاشت.
ارمنستان در نیمه‌نهایی اول مسابقه یوروویژن ۲۰۱۸ که در تاریخ ۸ مه ۲۰۱۸ برگزار شد، به رقابت پرداخت. ترانه "Qami" در جایگاه ۱۶ برنامه اجرا شد. متأسفانه، این ترانه در میان ده اثر برتر نیمه‌نهایی اول قرار نگرفت و به این ترتیب نتوانست به فینال صعود کند.
بعدها اعلام شد که ارمنستان در این نیمه‌نهایی در جایگاه پانزدهم از میان ۱۹ کشور شرکت‌کننده قرار گرفت و ۷۹ امتیاز کسب کرد. این نتیجه برای طرفداران ارمنستان ناامیدکننده بود، چرا که "Qami" و سواک خانگیان پیش از مسابقه به‌عنوان یکی از آثار محبوب و مورد توجه در این دوره شناخته می‌شدند.

## تاریخچه
تا پیش از مسابقه یوروویژن ۲۰۱۸، ارمنستان از سال ۲۰۰۶ یازده بار در این رقابت‌ها شرکت کرده بود. بهترین عملکرد این کشور تا آن زمان، کسب مقام چهارم بود که دو بار یک بار در سال ۲۰۰۸ با آهنگ "کله کله" به اجرای سیروشو و بار دیگر در سال ۲۰۱۴ با آهنگ تنها نیستی" به اجرای آرام ام‌پی۳ به دست آمد. ارمنستان در سه دوره از مسابقات (۲۰۱۱، ۲۰۱۸ و ۲۰۱۹) نتوانست به مرحله نهایی صعود کند. علاوه بر این، این کشور دو بار به طور موقت یک بار در سال ۲۰۱۲ به دلیل تنش‌های طولانی مدت با کشور میزبان، آذربایجان، و بار دیگر در سال ۲۰۲۱ به علت اعتراضات ۲۰۲۰–۲۰۲۱ ارمنستان پس ازجنگ دوم قره‌باغ از شرکت در مسابقات انصراف داد. در سال ۲۰۲۲، ارمنستان با آهنگ "اسنپ" به اجرای رزا لین به مسابقات بازگشت و به مرحله نهایی راه یافت و در نهایت رتبه بیستم را کسب کرد.
پخش کننده ملی ارمنستان، تلویزیون عمومی ارمنستان، این رویداد را در ارمنستان پخش می‌کند و فرایند انتخاب برای ورود این کشور را سازماندهی می‌کند. ارمنستان ۱ قصد خود را برای شرکت در مسابقه آهنگ یوروویژن ۲۰۱۸ در ۲۷ اکتبر ۲۰۱۷ تأیید کرد. ارمنستان در گذشته از روش‌های مختلفی برای انتخاب شرکت استفاده کرده است، مانند انتخاب‌های داخلی و فینال زنده تلویزیونی ملی برای انتخاب مجری، آهنگ یا هر دو برای رقابت در یوروویژن. بین سال‌های ۲۰۱۴ تا ۲۰۱۶ این تلویزیون به صورت داخلی هم هنرمند و هم آهنگ را انتخاب کرد، در حالی که فینال ملی Depi Evratesil در سال ۲۰۱۷ برگزار شد. برای سال ۲۰۱۸، این تلویزیون تصمیم گرفت به روش انتخاب داخلی برای نماینده ارمنستان ادامه دهد.

## قبل از یوروویژن
به سوی یوروویژن ۲۰۱۸ دومین دوره از فینال ملی Depi Evratesil بود که نماینده ارمنستان را برای مسابقه یوروویژن ۲۰۱۸ انتخاب کرد. این رقابت از ۱۹ فوریه ۲۰۱۸ با اولین نیمه‌فینال آغاز شد و با انتخاب آهنگ و هنرمند برنده در فینال در تاریخ ۲۵ فوریه ۲۰۱۸ به پایان رسید. تمام برنامه‌های این مسابقه در استودیوهای AMPTV در ایروان برگزار شد و توسط گوهار گاسپاریان میزبانی شد و هم از شبکه ارمنستان ۱ پخش شد و هم به صورت آنلاین از طریق وب‌سایت تلویزیون 1tv.am قابل مشاهده بود.